# Carex oligostachya
Carex oligostachya är en halvgräsart som beskrevs av Christian Gottfried Daniel Nees von Esenbeck. Carex oligostachya ingår i släktet starrar, och familjen halvgräs. Inga underarter finns listade i Catalogue of Life.